# Гассельбах (Альтенкірхен)
Гассельбах (нім. Hasselbach) — громада в Німеччині, розташована в землі Рейнланд-Пфальц. Входить до складу району Альтенкірхен. Складова частина об'єднання громад Альтенкірхен.
Площа — 5,76 км2. Населення становить 304 ос. (станом на 31 грудня 2020).